# 휘세인 외즈칸
휘세인 외즈칸(튀르키예어: Hüseyin Özkan, 1972년 1월 20일~)은 러시아 태생 튀르키예의 유도 선수이다. 2000년 하계 올림픽 하프라이트급 금메달을 획득했다. 

## 경력
소련의 캅카스 북부에 있는 자치 공화국인 체첸-인구시 자치 소비에트 사회주의 공화국(체첸 공화국의 전신)의 아르군에서 태어났다. 러시아어식 본명은 하산 델림베코비치 비술타노프(러시아어: Хаса́н Делимбе́кович Бисулта́нов)이다.
고향인 아르군에서 유도를 시작했으며, 1991년에 소련 청소년 국가대표로 발탁되었다. 같은 해 11월에 핀란드 피엑새매키에서 열린 1991년 유럽 주니어 선수권 대회에 참가하여 -60kg급에서 프랑스의 야신 두마를 누르고 금메달을 획득했다. 소련 해체 후에는 러시아 국가대표로 발탁되었으며, 1992년 고향인 체첸의 치안이 불안해지자 튀르키예로 이주했다. 튀르키예에서 생활을 하면서도 러시아 국가대표로 활동하였고, 1993년 5월에 그리스 아테네에서 열린 1993년 유럽 선수권 대회에 참가하여 아제르바이잔의 나짐 휘세이노프의 뒤를 이어 은메달을 획득했다. 같은 해 10월에는 독일 프랑크푸르트에서 열린 유럽 팀 선수권 대회에 러시아 대표팀의 일원으로 참가했으며, -60kg급에서 3위를 기록했다. 이후 1994년 초에 체첸과 러시아와의 전쟁이 기정 사실이 되자 튀르키예로 귀화하여 튀르키예 국가대표로 활동하기 시작했다. 
2000년 9월 오스트레일리아 시드니에서 열린 2000년 하계 올림픽에 튀르키예 국가대표로 참가하여 66kg급 결승전에서 프랑스의 라르비 벤부다우드를 꺾고 금메달을 획득하였다. 그는 올림픽 유도에서 금메달을 획득한 최초의 튀르키예 선수가 되었다.